# Tsunayoshi Tokugawa
Tsunayoshi Tokugawa (jap. 徳川 綱吉 Tokugawa Tsunayoshi; ur. 23 lutego 1646, zm. 19 lutego 1709) – piąty siogun z dynastii Tokugawa, który panował od 1680 do 1709 roku. Był młodszym bratem Ietsuny Tokugawa, synem Iemitsu Tokugawa, wnukiem Hidetady Tokugawa oraz prawnukiem Ieyasu Tokugawa.
Znany jest głównie z uchwalenia surowych praw ochrony zwierząt, a zwłaszcza psów. Tym samym zyskał sobie przydomek psiego sioguna.

## Młodość (1646–1680)
Tsunayoshi Tokugawa urodził się 23 lutego 1646 roku w Edo. Był synem Iemitsu Tokugawy i jednej z jego konkubin o imieniu Keishōin (1627–1705). Na następcę ojca wyznaczony był jego brat, Ietsuna Tokugawa, który był od niego o pięć lat starszy. Tuż po urodzeniu przeniósł się wraz z matką do jej prywatnych komnat w pałacu w Edo. 
Tsunayoshi był najprawdopodobniej upośledzony umysłowo, czego przyczyny można dopatrywać się w ciągłych związkach pomiędzy członkami rodu Tokugawa. Niektórzy historycy twierdzą jednak, że Tsunayoshi już w młodym wieku wyróżniał się inteligencją i żywotnością, co wzbudziło obawy ojca przed możliwością uzurpowania sobie przez niego stanowiska sioguna, które należało się jego starszym braciom. Z tego też powodu Iemitsu Tokugawa miał zarządzić (wbrew tradycji), aby Tsunayoshi był szkolony na uczonego, a nie na wojownika.
Matka Tsunayoshiego była adoptowaną córką rodu Honjō z Kioto, na którego czele stał Munemasa Honjō. Jej biologiczni rodzice trudnili się sprzedażą żywności. Keishōin była bardzo bliska Tsunayoshiemu. Jego brat Ietsuna korzystał podczas swych rządów z rad regentów, a Tsunayoshi cały czas polegał na radach swej matki, aż do jej śmierci.
Iemitsu Tokugawa zmarł w roku 1651, kiedy Tsunayoshi miał pięć lat. Nowym siogunem został Ietsuna Tokugawa. Szczegóły z życia Tsunayoshiego podczas rządów Ietsuny nie są znane. Wiadomo tylko, że nigdy nie doradzał swojemu bratu.

## Dyskusyjna sukcesja (1680)
Siogun Ietsuna zmarł w roku 1680 w wieku 39 lat. Rozpoczęły się dyskusje dotyczące wyboru następcy. Tadakiyo Sakai, jeden z najbliższych doradców Ietsuny, proponował nie przekazywać pozycji sioguna członkowi rodu Tokugawa, lecz przedstawicielowi rodu cesarskiego, faworyzując jednego z synów cesarza Go-Sai (podobny zabieg został przeprowadzony podczas siogunatu Kamakura). Wkrótce Tadakiyo został zdymisjonowany.
Masatoshi Hotta, jeden z najwybitniejszych doradców za rządów Ietsuny, jako pierwszy zaproponował Tsunayoshiego na pozycję sioguna. Za Tsunayoshim przemawiało jego bliskie pokrewieństwo z trzecim i czwartym siogunem rodu Tokugawa. Ostatecznie Tsunayoshi został piątym siogunem siogunatu Tokugawa.

## Siogun Tsunayoshi (1680–1709)
Tuż po objęciu stanowiska sioguna Tsunayoshi nadał Masatoshiemu Hotta tytuł tairō jako wyraz wdzięczności za poparcie jego kandydatury. Nakazał również wasalowi z rodu Takata popełnić samobójstwo za złe rządzenie, pokazując w ten sposób swoje przywiązanie do kodeksu samurajskiego.
W 1682 roku Tsunayoshi zarządził swoim doradcom podniesienie standardów życiowych mieszkańców. Wkrótce zakazana została prostytucja, wprowadzono zakaz zatrudniania kelnerek w herbaciarniach, zakazano również sprzedaży drogich i rzadkich tkanin. Wpłynęło to na rozwój przemytu na terenie Japonii. W 1684 roku, po zabójstwie Masatoshiego Hotty przez jego kuzyna, Tsunayoshi uszczuplił władzę tairō.
Tsunayoshi stał się bardzo religijny, promując neokonfucjanizm Zhu Xi. W 1682 roku odczytał swoim daimyō tekst Wielkiej Nauki, co stało się doroczną tradycją. Interesował się również sztuką, w tym dramatem nō.
W 1691 roku Engelbert Kaempfer odwiedził Edo, w ramach corocznej misji holenderskiej. Kaempfer opisywał Japonię za wczesnych rządów Tsunayoshiego Tokugawy. Kiedy holenderska misja dotarła do Edo w roku 1692, poproszono o audiencję z siogunem. Uzyskanie zgody na audiencję znacznie przedłużyło się z powodu wybuchu pożaru w Edo, który zniszczył blisko 600 domostw. Tsunayoshi przyjął Holendrów siedząc za czerwoną kotarą w towarzystwie kilku kobiet. Zainteresował się zachodnią kulturą, prosząc gości m.in. o rozmowę i śpiew, by mógł poznać zachowanie ludzi Zachodu. 
Jeden z buddyjskich mnichów zarzucił Tsunayoshiemu, że nie ma męskich potomków, ponieważ w życiu przeszłym zabił za dużo istot żyjących. Tsunayoshi uznał swoją winę i przyrzekł, że w życiu obecnym zadba o życie istot żywych. Ponieważ urodził się on w roku psa (według chińskiego kalendarza), zatroszczył się w pierwszym rzędzie o psy, zyskując sobie pejoratywny przydomek Inu-Kubō (psiego sioguna). W 1687 roku ukazał się edykt (a wkrótce inne przepisy) dotyczący ochrony zwierząt, a w szczególności psów. Ludzie, którzy źle obchodzili się z psami byli surowo karani. Tsunayoshi nakazał odnosić się do psów z szacunkiem, nazywając je „szanowny panie psie” (o-inu-sama). Przepisy te wywołały niezadowolenie, ponieważ w Edo było dużo bezdomnych psów. Niezadowolenie stopniowo narastało wraz ze wzrostem populacji bezdomnych psów w Edo, co negatywnie wpływało na czystość miasta. Doszło nawet do egzekucji osoby, która dopuściła się zranienia psa. W 1695 roku władze miejskie, aby uspokoić społeczeństwo, zmuszone było otworzyć przytułek dla psów, w którym przebywało ich blisko 50 tysięcy. Psy karmione były ryżem i rybami kupowanymi z podatków mieszkańców Edo. Wszystkie „psie dekrety” Tsunayoshiego zostały uchylone dopiero przez jego następców.
Przez większą część rządów Tsunayoshiemu doradzał Yoshiyasu Yanagisawa. Była to złota era tradycyjnej japońskiej sztuki, znana jako era Genroku.
Siogun Tsunayoshi zmarł 19 lutego 1709 roku w wieku 62 lat. Następcą został jego bratanek Ienobu Tokugawa, syn Tsunashige Tokugawy.

## Ery siogunatu Tsunayoshiego
Lata panowania Tsunayoshiego przypadły na kilka japońskich er.
- Enpō (1673–1681)
- Tenna (1681–1684)
- Jōkyō (1684–1688)
- Genroku (1688–1704)
- Hōei (1704–1711)

## W popkulturze
Dwór Tsunayoshiego stał się tematem dramatu japońskiego Ōoku: Hana no Ran, wyprodukowanego w roku 2005 dla telewizji FujiTV. Postać Tsunayoshiego odegrał Shosuke Tanihara.
Tsunayoshi jest jednym z bohaterów serii książek amerykańskiej pisarki Laury Joh Rowland.
Tsunayoshi Tokugawa pojawia się również w jednym z odcinków anime Demashita! Powerpuff Girls Z, gdzie jego dusza zostaje przywołana z zaświatów.